# Echinorhynchus muraenolepisi
Echinorhynchus muraenolepisi is een soort haakworm uit het geslacht Echinorhynchus. De worm behoort tot de familie Echinorhynchidae. Echinorhynchus muraenolepisi werd in 1984 beschreven door G.N. Rodjuk.